# Cymothoidae
Cymothoidae sind eine Familie von Asseln, die parasitisch an Fischen leben.

## Merkmale
Mit bis zu 75 Millimetern Länge gehören einige der größten Asseln zu den Cymothoidae. Die Tiere weisen eine Reihe von Anpassungen an die parasitische Lebensweise auf. Bis auf Artystone trysibiu haben sie sieben Peraeopoden, die zu Greifwerkzeugen ausgebildet sind, indem die ersten sechs, meist aber alle sieben hakenartige Endglieder aufweisen. Die Oberfläche der Peraeopoden ist häufig vergrößert, möglicherweise um die Atmung der relativ großen Tiere zu unterstützen. Die Augen sind bei Larven gut ausgebildet, bei erwachsenen Tieren aber meist reduziert. Die Antennen sind gleichmäßig zugespitzt ohne verbreiterte Basis. Die Mundwerkzeuge sind meist stark abgewandelt. Die Maxillipeden sind zu kurzen, dreigliedrigen Tastern reduziert. Die ersten Maxillen sind eingliedrig und schmal und liegen dicht nebeneinander, um Blut des Wirts zum Mund zu leiten. Die zweiten Maxillen sind kurz und zweilappig. Alle genannten Gliedmaßen tragen meist Dornen, mit denen sie am Wirt verankert werden können. Die Mandibeln weisen eine gut entwickelte Schneidekante auf, um die Haut des Wirts durchschneiden zu können. Das Pleon besteht meist aus sechs Segmenten, außer bei Ourozeuktes, wo alle Segmente mit dem Telson verschmolzen sind und Asotana splendida mit vier Segmenten und Pleotelson.

## Lebensweise

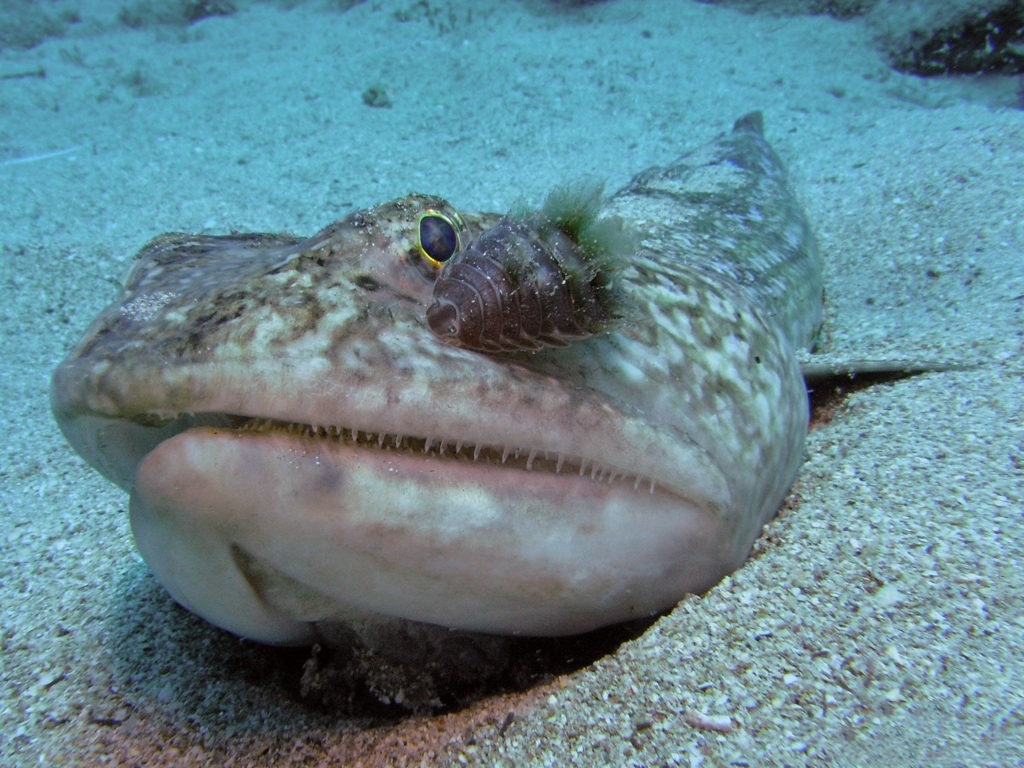
Nerocila armata an Synodus synodus

Cymothoidae kommen als Ektoparasiten an Fischen im flachen Bereich tropischer und subtropischer Meere, im Brackwasser und teilweise auch im Süßwasser vor. Die meisten Arten weisen eine relativ hohe Wirtsspezifität auf und setzen sich an der Hautoberfläche, im Kiemenbereich oder in der Mundhöhle fest, eine Reihe südamerikanischer Süßwasserarten gräbt sich auch in das Gewebe ihres Wirts ein. Cymothoidae sind proterandrisch, beginnen ihr Leben also als Männchen, und besiedeln in dieser Phase ihre Wirte. Sie ernähren sich von Blut, Gewebe und möglicherweise teilweise von der Nahrung des Wirts. Nach mehreren Häutungen verwandeln die Tiere sich in Weibchen, wobei das entscheidende Signal möglicherweise die Ankunft eines zweiten Männchens am gleichen Wirt ist. Bei diesem wird die Umwandlung dann durch neuroendokrine Signale des Weibchens unterdrückt. Dadurch sind an den Wirtstieren meist Paare zu finden. Während die Männchen wahrscheinlich immer parasitisch leben, fressen die Weibchen bei den meisten Arten zumindest während der Fortpflanzungphasen nicht. Bei Cymothoa exigua und Ceratothoa oestroides führen die Weibchen eine Atrophie der Zunge des Wirts herbei. Befruchtete Eier werden von den Weibchen bis zum Schlüpfen in Bruttaschen unter dem Körper gehalten. Die Zahl der Eier hängt von der Größe der Tiere ab und liegt bei 200 bis 1600, meist aber zwischen 300 und 600. Die Larven sind nach dem Schlüpfen freischwimmend.
Während Cymothoidae unter normalen Bedingungen meist wenig Einfluss auf den Wirt haben, können junge Fische durch den Befall getötet werden, während bei älteren Fischen das Wachstum reduziert sein kann und die Empfindlichkeit gegenüber Stressfaktoren gesteigert ist. Sekundärinfektionen mit Mikroorganismen kommen vor, sind aber nicht besonders häufig.

## Gattungen

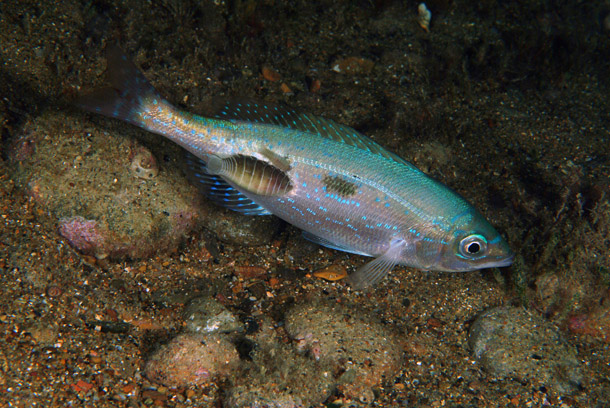
Eine Anilocra-Art an Spicara flexuosa

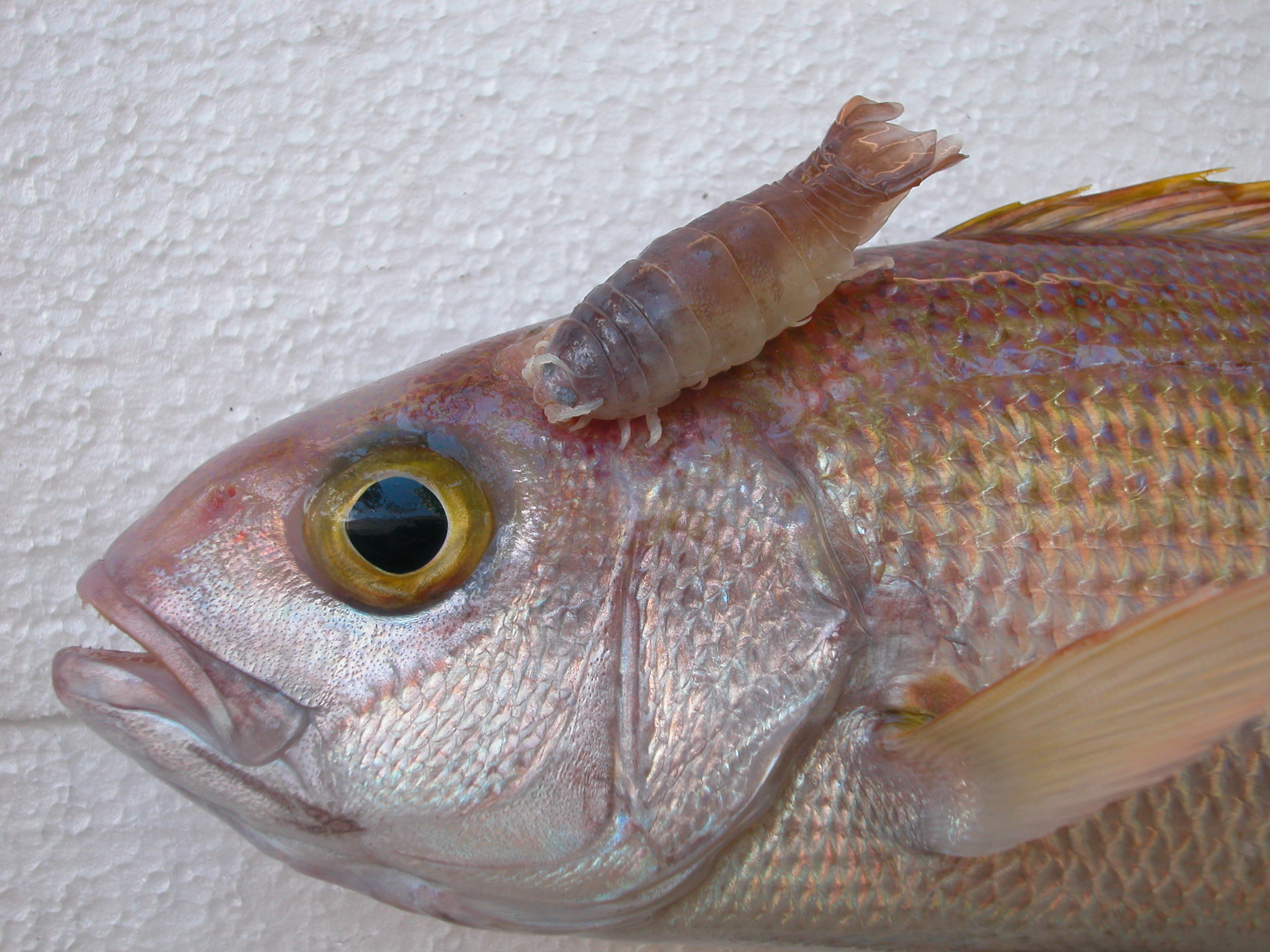
Anilocra gigantea an Pristipomoides filamentosus

Bisher wurden um die 40 unterschiedlichen Gattungen entdeckt und beschrieben:
- Aegathoa Dana, 1853
- Agarna Schioedte & Meinert, 1884
- Amblycephalon Pillai, 1954
- Anilocra Leach, 1818
- Artystone Schioedte, 1866
- Asotana Schioedte & Meinert, 1881
- Braga Schioedte & Meinert, 1881
- Catoessa Schioedte & Meinert, 1884
- Ceratothoa Dana, 1852
- Cinusa Schioedte & Meinert, 1884
- Creniola Bruce, 1987
- Cterissa Schioedte & Meinert, 1884
- Cymothoa Fabricius, 1787
- Elthusa Schioedte & Meinert, 1884
- Emetha Schioedte & Meinert, 1883
- Glossobius Schioedte & Meinert, 1883
- Ichthyoxenus Herklots, 1870
- Idusa Schioedte & Meinert, 1884
- Isonebula Taberner, 1977
- Joryma Bowman & Tareen, 1983
- Kuna Williams & Williams, 1986
- Lathraena Schioedte & Meinert, 1881
- Livoneca Leach, 1818
- Lobothorax Bleeker, 1857
- Mothocya Costa in Hope, 1851
- Nerocila Leach, 1818
- Norileca Bruce, 1990
- Olencira Leach, 1818
- Ourozeuktes H. Milne-Edwards, 1840
- Paracymothoa Lemos de Castro, 1955
- Philostomella Szidat & Schubart, 1960
- Pleopodias Richardson, 1910
- Plotor Schioedte & Meinert, 1881
- Pseudoirona Pillai, 1964
- Renocila Miers, 1880
- Rhiothra Schioedte & Meinert, 1884
- Riggia Szidat, 1948
- Ryukyua Williams & Bunkley-Williams, 1994
- Smenispa Özdikmen, 2009 [4]
- Telotha Schioedte & Meinert, 1884
- Tetragonocephalon Avdeev, 1978